# TETSUYA (댄서)
TETSUYA(테츠야, 1981년 2월 18일 ~ )는 일본의 배우, 댄서이며, EXILE, EXILE THE SECOND의 멤버이다. 본명, 츠치다 테츠야(土田 哲也). 현재는 니시다 시즈카(퍼포머)와EXILE멤버:우사미 요시히로(퍼포머)와함께 DANCE EARTH PARTY의 멤버이다.
카나가와 현 요코스카시 출신. LDH 소속.

## 참가 그룹
- POLY-3 (2002년 ~ 불명)
- FULCRUM (2005년 ~ 2006년)
- RAG POUND (2006년 ~ 불명)
- 2대째 J Soul Brothers (2007년 1월 25일 ~ 2009년 3월 1일)
- EXILE (2009년 3월 1일 ~ )
- EXILE THE SECOND (2012년 ~ )
- DANCE EARTH PARTY (2013년 ~ )

## 출연

### 영화
- 백댄서즈! (2006년, 가가 커뮤니케이션즈)

### 드라마
- 신·맛의 달인 3 카이바라 유잔vs궁극 7인의 사무라이! (2009년 11월 14일, 후지 TV) - 케이치 역
- 행렬 48시간 (2009년 10월 ~ 11월, NHK 종합) - 소메야 아키오 역
- 판도라 II 기아 열도 (2010년 4월 ~ 5월, WOWOW) - 이소다 슌스케 역
- 형사 정년 제9화 (2010년 12월 22일, BS 아사히) - 타카기 타카시 역
- 가족 법정 (2011년 4월 ~ 6월, BS 아사히) - 오노데라 요시히로 역
- 왕의 집 제9화 (2011년 12월 7일, BS 아사히) - 히나가타 역
- 너와 나의 약속 (2012년 4월 ~ 5월, BeeTV) - 주연·아키야마 요헤이 역
- 카운터의 두 사람 제6화 〈비를 긋는 오후〉 (2012년 7월 7일, TwellV) - 주연·아키바 유이치 역